# Licht-Marienkäfer
Der Licht-Marienkäfer (Calvia decemguttata), auch Zehnflecken-Marienkäfer und Zehnfleckiger Marienkäfer genannt, ist ein Käfer aus der Familie der Marienkäfer (Coccinellidae). Den Namen Licht-Marienkäfer hat er erhalten, weil er von künstlichem Licht angezogen wird. Zwar ist diese Verhaltensweise laut Bernhard Klausnitzer und Erich Kreissl bei 12 bis 15 Marienkäfer-Arten nachgewiesen, jedoch beim Licht-Marienkäfer besonders häufig.

## Merkmale
Der Licht-Marienkäfer hat eine Körperlänge von 5 bis 6,7 Millimetern. Er hat eine hellbraunrote Farbe mit jeweils fünf weißlichen Flecken pro Flügeldecke (Elytre), von denen drei jeweils auf einer Linie am unteren Rand liegen. Der Halsschild hat auch Flecken und wirkt verwaschen. Die Unterseite ist ebenso hellbraunrot. Die Fühler sind relativ lang, fast so lang wie der Kopf breit ist. Die Körperoberseite ist kahl, nicht behaart wie bei der Unterfamilie Coccidulinae. Er sieht dem Sechzehnfleckigen Marienkäfer (Halyzia sedecimguttata) ähnlich, der zwar die gleiche Größe und eine ähnliche Färbung hat, jedoch mehr Flecken aufweist. Vom Vierzehntropfigen Marienkäfer (Calvia quatuordecimguttata) unterscheidet er sich durch dessen dunklere Färbung.

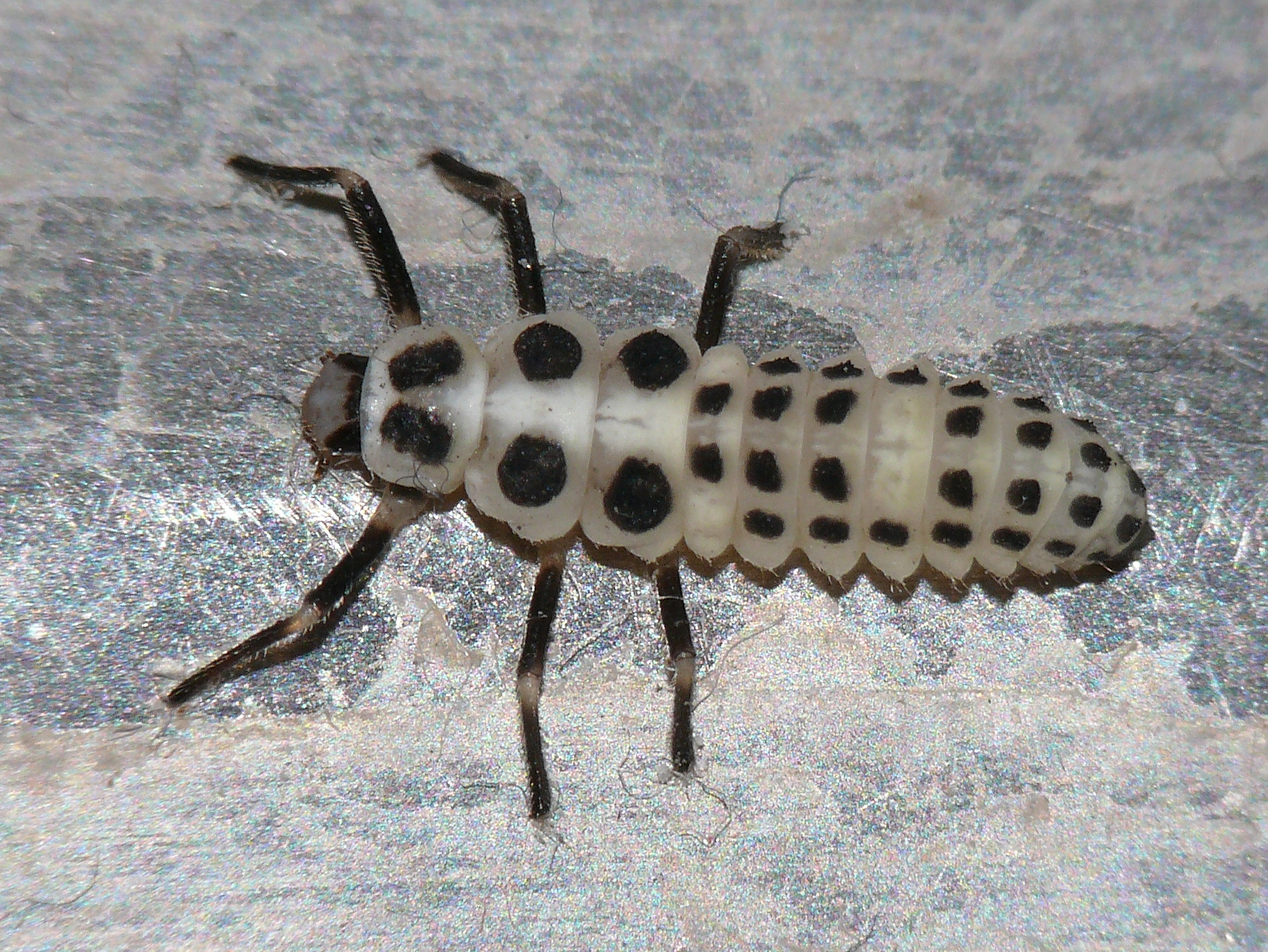
Larve des Licht-Marienkäfers

Die Larve des Licht-Marienkäfers ist gelbweißlich mit dunkelbräunlichen Flecken, die Beine der Larve sind dunkelbräunlich mit hellen Flecken. Die Eier sind durch die chemische Beschaffenheit ihrer Oberfläche, welche die Eier unappetitlich macht, gut vor dem modernen natürlichen Fressfeind Asiatischer Marienkäfer geschützt.
Zur Verteidigung setzen Licht-Marienkäfer und der Vierzehntropfige Marienkäfer Allomone ein. Die Botenstoffe beinhalten Piperidin-Amine mit der Summenformel C13H23NO2, vor allem Calvin, aber auch 2-Epicalvin sowie Propylein (C13H21N).

## Vorkommen
Der Licht-Marienkäfer lebt waldgebunden (silvicol) und ist hauptsächlich zwischen April und September an den Rändern von Laubwäldern zu finden und zwar dort in Sträuchern und Feuchtwiesen. Er hält sich auch zum Beispiel auf Bäumen und sonstigen holzigen Pflanzen wie Berg-Ahorn, Feldahorn, Grau-Erle, Hänge-Birke, Haselnussstrauch, Linden, Holunder, Schwarz-Erle, Spitzahorn, Stieleiche, Traubeneiche und Weiden auf. Das Vorkommen beschränkt sich auf Eurasien und reicht von Europa bis Sibirien. Er ist in allen deutschen Bundesländern nachgewiesen.

## Lebensweise
Die Hauptnahrungsquelle sind Blattläuse, überwintert wird in der Bodenstreu.